# Ivo Trumbić
Ivo Trumbić, (Split 2. travnja 1935. – Zagreb, 12. ožujka 2021.) bio je hrvatski vaterpolist, olimpijski pobjednik iz Meksika 1968. i srebrni s Olimpijskih igara u Tokiju 1964. Visok 197 centimetara i težak 103 kilograma.